# McLaren MP4/10
McLaren MP4/10 – bolid Formuły 1 zespołu McLaren
używany w sezonie 1995.

## McLaren MP4/10
Model MP4/10 był jeszcze gorszy od poprzedniego modelu, był za ciężki i za wolny, a Nigel Mansell był za szeroki żeby zmieścić się do kokpitu. Wersja bez ulepszeń była używana do GP Argentyny (MP4/10 był używany przez jeszcze dwa wyścigi przez Häkkinena).

## McLaren MP4/10B

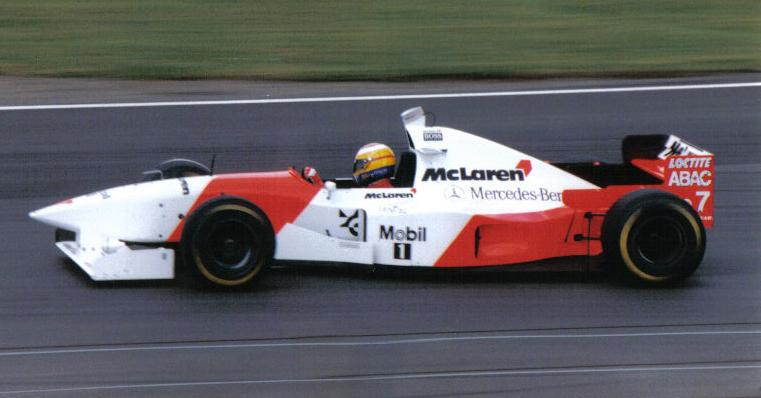
McLaren MP4/10B (Mark Blundell)

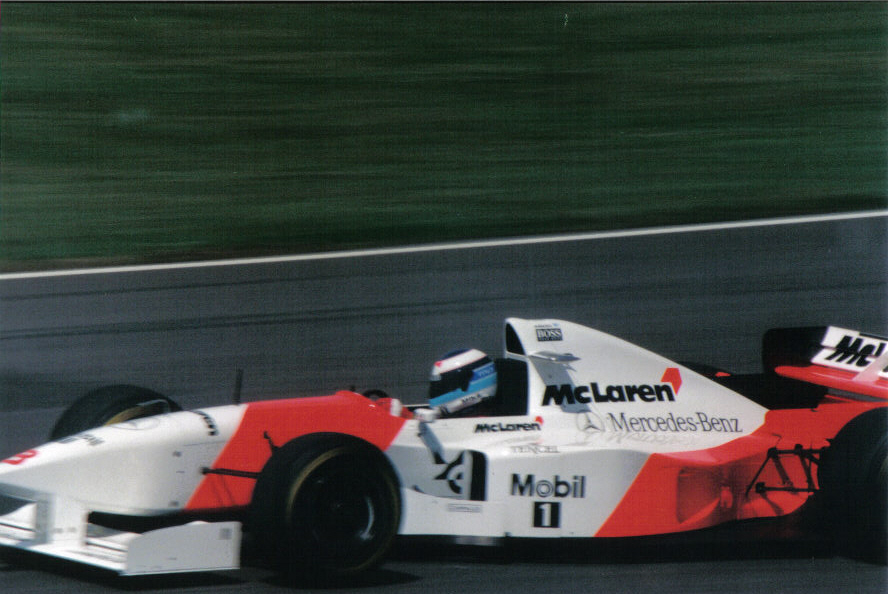
McLaren MP4/10B (Mika Häkkinen)

Na trzeci wyścig sezonu McLaren stworzył wersję MP4/10B z poszerzonym kokpitem dla Nigela Mansella w celu zapewnienia mu swobody ruchu w kokpicie. Mansell brał udział w Grand Prix San Marino i Grand Prix Hiszpanii, ale nie zdobył punktów. Mark Blundell poprowadził model MP4/10B od wyścigu w Monako.
Mika Häkkinen poprowadził model MP4/10B od wyścigu w Monte Carlo. Podczas Grand Prix Pacyfiku zadebiutował Jan Magnussen w zastępstwie za Häkkinena. Był to jego jedyny start w Formule 1 w tamtym sezonie. Ten model McLarena był używany przez 14 Grand Prix, w których zdobył 24 punkty.

## McLaren MP4/10B/C i McLaren MP4/10C
Model MP4/10B/C był przejściową wersją MP4/10C i został wykorzystany podczas GP Portugalii przez Marka Blundella. MP4/10C został użyty jedynie na GP Europy na Nürburgringu. Korzystali z niego obydwaj kierowcy, Blundell i Häkkinen.

## Wyniki
| Legenda oznaczeń w tabelach wyników Wyświetl szablon na nowej stronie | Legenda oznaczeń w tabelach wyników Wyświetl szablon na nowej stronie                                                                     |
| Oznaczenie                                                            | Wyjaśnienie |
| --------------------------------------------------------------------- | --- |
| Złoty                                                                 | Zwycięzca lub mistrzostwo |
| Srebrny                                                               | 2. miejsce lub wicemistrzostwo |
| Brązowy                                                               | 3. miejsce lub II wicemistrzostwo |
| Zielony                                                               | Ukończył, punktował (w klasyfikacji generalnej, gdy zdobył co najmniej jeden punkt na przestrzeni sezonu, poza trzema powyższymi opcjami) |
| Niebieski                                                             | Ukończył, nie punktował (w klasyfikacji generalnej, gdy nie zdobył co najmniej jednego punktu na przestrzeni sezonu)                      |
| Czerwony                                                              | Nie zakwalifikował się (NZ) |
| Czerwony                                                              | Nie prekwalifikował się (NPK) |
| Różowy                                                                | Nie ukończył (NU) |
| Różowy                                                                | Niesklasyfikowany (NS) (w klasyfikacji generalnej, gdy nie został sklasyfikowany w żadnym wyścigu sezonu)                                 |
| Czarny                                                                | Zdyskwalifikowany (DK) |
| Czarny                                                                | Wykluczony (WYK/EX) |
| Biały                                                                 | Nie wystartował (NW) |
| Biały                                                                 | Kontuzjowany (K/INJ) |
| Biały                                                                 | Wyścig odwołany (OD/C) |
| Bez koloru                                                            | Został wycofany (WYC/WD) |
| Bez koloru                                                            | Nie przybył (NP/DNA) |
| Bez koloru                                                            | Nie brał udziału w treningach (NT/DNP) |
| Bez koloru                                                            | Nie został zgłoszony (–) |
| Pogrubienie                                                           | Start z pole position |
| Kursywa                                                               | Najszybsze okrążenie wyścigu |
| †                                                                     | Nie ukończył, ale jego rezultat został zaliczony ze względu na przejechanie więcej niż 90% dystansu wyścigu.                              |
| *                                                                     | Sezon w trakcie |
| 1/2/3                                                                 | Punktowana pozycja w sprincie kwalifikacyjnym                                                                                             |
| Lista systemów punktacji Formuły 1                                    | |

| Sezon | Zespół  | Silnik   | Opony | Kierowcy      | 1   | 2   | 3   | 4   | 5   | 6   | 7   | 8   | 9   | 10  | 11  | 12  | 13  | 14  | 15  | 16  | 17  | Pkt. | Msc. |
| ----- | ------- | -------- | ----- | ------------- | --- | --- | --- | --- | --- | --- | --- | --- | --- | --- | --- | --- | --- | --- | --- | --- | --- | ---- | ---- |
| 1995  | McLaren | Mercedes | G     |               | BRA | ARG | SMR | ESP | MON | KAN | FRA | GBR | GER | HUN | BEL | ITA | PRT | EUR | PAC | JPN | AUS | 30   | 4    |
| 1995  | McLaren | Mercedes | G     | Mark Blundell | 6   | NU  |     |     | 5   | NU  | 11  | 5   | NU  | NU  | 5   | 4   | 9   | NU  | 9   | 7   | 4   | 30   | 4    |
| 1995  | McLaren | Mercedes | G     | Nigel Mansell |     |     | 10  | NU  |     |     |     |     |     |     |     |     |     |     |     |     |     | 30   | 4    |
| 1995  | McLaren | Mercedes | G     | Mika Häkkinen | 4   | NU  | 5   | NU  | NU  | NU  | 7   | NU  | NU  | NU  | NU  | 2   | NU  | 8   |     | 2   | NW  | 30   | 4    |
| 1995  | McLaren | Mercedes | G     | Jan Magnussen |     |     |     |     |     |     |     |     |     |     |     |     |     |     | 10  |     |     | 30   | 4    |